# New Blood
Pour le film britannique, voir New Blood (film).
Albums de Peter Gabriel
Scratch My Back
(2010) Live Blood
(2012)
New Blood est le neuvième album studio solo de Peter Gabriel, sorti en 2011.
Dans cet album, Peter Gabriel reprend ses standards avec un orchestre symphonique dirigé par Ben Foster.
Une édition spéciale comprend un second CD incluant la version instrumentale de chaque titre, un titre bonus, Solsbury Hill, et une chanson inédite intitulée A Quiet Moment.

## Contexte
L'album poursuit le projet commencé par Gabriel avec son précédent album, Scratch My Back, constitué de reprises de chansons d’autres artistes sur un mode instrumental classique. L'idée est née après avoir réarrangé les chansons de Gabriel pour orchestre pour la deuxième partie des spectacles de la tournée Scratch My Back de 2010. Pour cet album, Gabriel a continué à travailler avec l'arrangeur John Metcalfe. Il avait initialement prévu de réenregistrer les chansons avec des instruments fabriqués maison, mais il n'a pas trouvé la gamme et le ton d'expression disponibles dans les instruments existants.
« Je ne voulais vraiment pas faire de ce nouvel album uniquement des reprises de mes succès », a expliqué Gabriel à Mark Blake. Il poursuit : « Donc, il n'y a pas de Sledgehammer. Au début, j'étais incertain à propos de Red Rain et l'idée de reprendre Don't Give Up sans Kate Bush, mais je me suis dit que cela conviendrait. Et à la fin, cela a bien fonctionné. »
L'album contient une nouvelle chanson, A Quiet Moment, qui tire son origine de son désir de séparer Solsbury Hill — reprise à cause d'une forte demande — du reste de l'album. À l'origine, trois minutes de silence devaient séparer Solsbury Hill, mais pensant que cela dérouterait les auditeurs, Gabriel a décidé qu'un « moment de tranquillité » fonctionnerait mieux.

## Liste des chansons
| No  | Titre                                | Durée |
| --- | ------------------------------------ | ----- |
| 1.  | The Rhythm of the Heat               | 5:41  |
| 2.  | Downside Up (avec Melanie Gabriel)   | 3:52  |
| 3.  | San Jacinto                          | 6:58  |
| 4.  | Intruder                             | 5:06  |
| 5.  | Wallflower                           | 6:25  |
| 6.  | In Your Eyes (avec Sevara Nazarkhan) | 7:13  |
| 7.  | Mercy Street                         | 5:59  |
| 8.  | Red Rain                             | 5:16  |
| 9.  | Darkness                             | 6:10  |
| 10. | Don't Give Up (avec Ane Brun)        | 6:40  |
| 11. | Digging in the Dirt                  | 4:58  |
| 12. | The Nest that Sailed the Sky         | 3:54  |
| 13. | A Quiet Moment                       | 4:48  |
| 14. | Solsbury Hill (bonus)                | 4:35  |

## Titres supplémentaires (Édition Bonus)
| No  | Titre                                       | Durée |
| --- | ------------------------------------------- | ----- |
| 1.  | The Rhythm of the Heat (instrumental)       | 5:41  |
| 2.  | Downside Up (instrumental)                  | 3:52  |
| 3.  | San Jacinto (instrumental)                  | 7:12  |
| 4.  | Intruder (instrumental)                     | 5:07  |
| 5.  | Wallflower (instrumental)                   | 6:24  |
| 6.  | In Your Eyes (instrumental)                 | 7:13  |
| 7.  | Mercy Street (instrumental)                 | 5:59  |
| 8.  | Red Rain (instrumental)                     | 5:16  |
| 9.  | Darkness (instrumental)                     | 6:10  |
| 10. | Don’t Give Up (instrumental)                | 6:40  |
| 11. | Digging in the Dirt (instrumental)          | 4:58  |
| 12. | The Nest that Sailed the Sky (instrumental) | 3:54  |
| 13. | Blood of Eden (bonus)                       | 6:05  |
| 14. | Signal to Noise (bonus Itunes Store)        | 7:46  |
| 15. | Father, Son (bonus digital download)        | 4:10  |

## Personnel
Selon les notes du livret inclus dans l'album :
- Peter Gabriel : chant ;
- Melanie Gabriel : chant sur Downside Up ;
- Ane Brun : chant sur Don't Give Up ;
- Sevara Nazarkhan : chant sur In Your Eyes ;
- Tom Cawley : chœurs.
- New Blood Orchestra :
  - direction d'orchestre : Ben Foster ;
  - violons : Ian Belton, Natalia Bonner Martin Burgess, Alison Dods, Louisa Fuller, Philip Galloway, Richard George, Peter Hanson, Claire Hayes, Ian Humphries, Magnus Johnson, Simon Lewis, Rita Manning, Stephen Morris, Charles Muller, Everton Nelson, Odile Ollagnon, Emma Parker, Jonathan Rees, Roland Roberts, Laura Samuel, Jackie Shave, Kathy Shave, Cathy Thompson, Debbie Widdup  ;
  - altos : Fiona Bonds, Catherine Bradshaw, Reiad Chibah, Rebecca Crowley, Morgan Gott, Timothy Grant, Helen Kamminga, John Metcalfe, Chris Pitsillides, James Sleigh, Jon Thorne, Vicci Wardman, Bruce White ;
  - violoncelles : Ian Burdge, Nick Cooper, Caroline Dale, David Daniels, Nicholas Holland, Alice Neary, Nicholas Roberts, Will Schotred, Jackie Thomas, Jonathan Tunnel, Chris Worsey ;
  - contrebasses : Patrick Lannington, Chris Laurence, Roger Linley, Richard Price, Stephen Rossell, Ben Russell ;
  - flûte/flûte alto/piccolo : Eliza Marshall ;
  - clarinette/clarinette basse : Richard Hosford ;
  - basson : Sara Burnett ;
  - hautbois : Alun Darbyshire ;
  - trompette/trompette piccolo : Andy Crowley, Simon Munday ;
  - cuivres : Richard Bissell, Philip Eastop, Michael Kidd, Simon Rayner, Richard Rayner, Richard Watkins ;
  - trombone ténor : Tracy Holloway, Don Jenkins, Richard Edwards ;
  - tuba : David Powell ;
  - piano : Tom Cowley ;
  - percussions : Joby Burgess.